# Argyrophora
Argyrophora is een geslacht van vlinders van de familie spanners (Geometridae), uit de onderfamilie Ennominae.

## Soorten
- A. arcualis (Duncan & Westwood, 1841)
- A. confluens Krüger, 1999
- A. chrysophylax Krüger, 1999
- A. intervenata (Prout, 1917)
- A. leucochrysa Krüger, 1999
- A. retifera Krüger, 1999
- A. rhampsinitos Krüger, 1999
- A. stramineata Krüger, 1999
- A. trofonia (Cramer, 1779)
- A. variabilis Krüger, 1999